# Primer plano (programa de televisión venezolano)
Primer plano fue un programa de televisión venezolano semanal emitido y producido por RCTV, enfocado a entrevistar a figuras de la política en Venezuela. Era conducido por el presidente de Empresas 1BC, Marcel Granier.

## Historia
El 10 de noviembre de 1976 el primer programa de Primer Plano sale al aire por RCTV. El invitado fue Diego Arria Salicetti, quien para ese entonces ejercía el cargo de Gobernador de Caracas. 
Continuó sin interrupción hasta el 5 de mayo de 1986, cuando queda interrumpido durante el gobierno de Jaime Lusinchi. El último programa de entonces fue con el escritor venezolano Arturo Uslar Pietri.
Volvió al aire el 19 de julio de 1987 con Arturo Uslar Pietri nuevamente como invitado, y por siete años consecutivos (hasta el 12 de junio de 1994) Primer Plano presenta al país la opinión de las más importantes personalidades del mundo político, económico, social y cultural nacionales e internacionales. En aquel entonces fue cuando pasó del horario de los lunes a los domingos a las 22:00 h.
Pietri fue nuevamente invitado para abrir el ciclo anual del programa el 29 de enero de 1995. Esta etapa de 1995 cierra con Henrique Salas Römer el 17 de diciembre. En 1996 salen al aire tres programas los días 1, 8 y 15 de diciembre. Los invitados fueron Henrique Salas Feo, Irene Sáez y Valentina Quintero, respectivamente. 
El primer programa de 1997 sale al aire el 2 de marzo, con Andrés Velázquez, como invitado. El 1 de septiembre se difunde el último programa del año 1997. El invitado fue el padre Armando Janssens.
En plena campaña electoral para las Elecciones presidenciales de Venezuela de 1998, el 6 de septiembre de 1998 vuelve Primer Plano con Allan Brewer Carías. En esta etapa se entrevistas a personas como Hugo Chávez, Carlos Andrés Pérez, Teodoro Petkoff, Claudio Fermín, etc. Finalizó el 11 de diciembre de 1998 con Hermann Escarrá.
El 31 de enero de 1999 hace una entrevista a Pompeyo Márquez, siendo la única para ese año, al igual que un programa especial emitido el 16 de diciembre de 2002 sobre es Golpe de Estado en Venezuela de 2002.
En 2003 el programa regresa el 22 de enero con Alejandro Armas. El último programa tuvo lugar el 30 de noviembre de 2006 con una entrevista de Manuel Rosales, el entonces gobernador del Zulia y el candidato presidencial de la oposición para las elecciones presidenciales de Venezuela 2006. 